# Ишчашење зглоба
Ишчашење зглоба или луксација зглоба (лат. luxatio) је губитак међусобног контакта између две зглобне површине. Након ишчашења погођени зглоб, односно делови тела око њега су непокретни, деформисани и у абнормалном положају. Ако су две зглобне површине након њиховог померања у делимичном контакту онда, такво стање (повреду) називамо сублуксација (лат. subluxatio).

## Епидемиологија
Ишчашења зглоба нису тако честа као уганућа зглобова и остале повреде мишића, костију и зглобова.
У Уједињеном Краљевству годишње просечно ишчаши зглоб само једна особа на 2.500 становника.
Ишчашења зглобова (без прелома), лечена у болницама Хрватске, износе 1,4% до 1,7% свих болнички лечених повреда и тровања.
Урођено ишчашење кукова је најчешћа урођена аномалија локомоторног система деце у свету. Досадашња истраживања су показала да се њихова учесталост креће и до 5%.
Иако постоји могућност да сваки зглоб у људском телу буде ишчашен или делимично ишчашен (сублуксиран), најчешће су ишчашења присутна на следећим зглобовима у људском телу;
- Раменом зглобу,
- Зглобовима прстију руку и ногу,
- Коленом зглобу,
- Зглобовима ручја и доручја (најчешће са преломом костију)
- Лакатном зглобу (најчешће са преломом костију)

## Механизам настанка
Ишчашење зглоба обично узрокује нагли покрет у зглобу који прелази нормалне границе физиолошког покрета.
Иако ишчашења зглоба најчешће настају након повреде, понекад могу бити последица болести која захвата структуре зглоба, нпр. реуматоидног артритиса, других форми артритиса, конгениталних аномалија и болести мишића и тетива, као компликација основне болести.
Ишчашење зглоба може настати и приликом епилептичког напада или за време тетанусом изазваних грчева (тетаничких грчева).
У здравом зглобу све кости које га чине међусобно су повезане чврстим везивним тракама - лигаментима, које окружује везивна овојница (врећа) која се назива зглобна капсула. Лигаменти и зглобна капсула су релативно чврсте и нееластичне структуре које дају чврстину зглобу а истовремено дозвољавају и покрете унутар нормалних граница за поједини зглоб.
Кад се под утицајем механичке силе догоди ишчашење, једна од костију која чини зглоб бива избачена из свог природног и нормалног положаја у зглобу (види слику лево) због јаког истезања и руптуре (цепања) зглобне капсуле, лигамента а често и мишића и тетива које окружују зглоб.
Трауматско ишчашење ретко настаје директним дејством механичке силе на зглоб, већ као последица дејства механизма полуге којим се оштећују зглобна капсула, лигаменти, мишићи и њихови припоји што може имати за последицу одвајање дела кости или потпуни прелом кости (луксацијски прелом).
Склоност ишчашењу и сублуксацијама (делимичном ишчашењу) могу имати особе код којих су зглобне површине урођено „плитке“ или абнормално формиране, нпр. конгениталне дисплазије кука или код артроза), као и код постојања других болести мишића и њихових припоја, костију, лигамента и зглобног ткива.

## Врсте ишчашења

### Отворено ишчашење
Отворено ишчашење врста је ишчашење код којег као последица дислокације (измештања) костију настаје и отворена повреда на кожи (рана).

### Старо ишчашење
Ишчашење инветерата, или старо, запуштено ишчашење, је врста повреде у зглобу код које није на време извршена репозиција или намештање костију..

### Патолошко ишчашење
Патолошка ишчашење је повреда настала као последица поремећаја као што су излив у зглоб, остеолиза, артритис, лабава зглобна капсула или оштећење мишића.

### Урођено ишчашење кука
Урођено (конгенитално) ишчашење или дисплазија кука, је посебан облик ишчашења узрокован плитком зглобном чашицом на куку или ротационим аномалијама врата бутне кости, које се формирају током интраутериног живота фетуса. Генетички фактори, интраутерина малпозиција и фактори околине имају своју улогу у настанку овог поремећај. Када је због дисплазије полупречник ацетабулума карличног зглоба већи него пречник главе бутне кости, зглобне површине су неправилно оптерећене, постоји већа слобода кретања главе бутне кости, што смањује стабилност зглоба на физички стрес, и доводи до дислокације и ишчашења.

#### Етиологија дисплазије кука
Етиологија, урођеног ишчашења кука није довољно позната. Лабавост и инсуфицијенција капсуле и пратећих лигамената су основни фактор у патогенези типичног ишчашења кука. У прошлости се много полагало на примарну дисплазију ацетабулума, али се сада мисли да је то резултат а не узрок ишчашења кука. Генетички фактори, интраутерина малпозиција и фактори околине имају своју улогу. Генетика код овог деформитета често игра велику улогу. Ако су родитељи или неки близак рођак имали урођено ишчашење кукова као бебе, постоји већа шанса да га имају и њихови потомци. Наследни фактор, међутим није и пресудан, јер често деца особа које су имале овај ортопедски проблем, имају сасвим добре кукове. Понекад се овај деформитет може јавити још док је беба у мамином стомаку, због мањка плодове воде, деловања хормона или повећаног тонуса материце. Такође, до ишчашења може доћи и приликом порођаја, најчешће ако беба не иде главицом него карлицом. Већину конгениталних ишчашења кука, са једне или са обе стране, родитељи најчешће примете када дете почне да хода јер под тежином тела, глава бутне кости излази из своје плитке чашице, односно ишчаши се. Нога на тој страни је краћа а дете при ходу шепа и жали се на болове у куку. Обострано ишчашење зглобова кука код деце карактерише неправилан ход у виду гегања, шепања, сличан ходу патке („пачји ход“). Како би се правовремено открило урођено (конгенитално) ишчашење кука, данас се сва деца након рођења превентивно прегледавају од стране ортопеда уз обавезан ултразвучни или рендгенографски снимак кукова.

### Хабитуално или рецидивирајуће ишчашење
Хабитуално или рецидивирајуће ишчашење или сублуксација, настаје као последица једног или више трауматских ишчашења, као последица непотпуног зарастања зглобне чауре и лигамената након првог ишчашења, или урођене слабости зглобних веза и зглобних површина (хондромалација). Хабитуална ишчашења карактерише учестала дислокација у зглобу при незнатној повреди па чак и при физиолошком покрету.
Хабитуална ишчашења су најчешћа у раменом зглобу и чашици. Праћена су слабијим боловима, а могу бити и безболна. Неке особе могу и намерно одређеним покретом руке изазвати (безболно) ишчашење рамена, а затим исто тако сами вратити зглоб у природни положај.

### Ишчашење доње вилице
Ишчашење доње вилице, је исклизнуће (дислокација) зглобног наставка доње вилице из зглобне јаме слепоочне кости и може бити једнострано или обострано.

#### Етиологија ишчашења доње вилице
Ишчашење доње вилице може настати као;
Компликација у стоматологији
Може настати након дугог вађења зуба (када болесник дуго држи уста отворена, приликом примене јаких сила код болесника који већ имају проблема са зглобом или у општој анестезији, када су мишићи потпуно опуштени и својим рефлексним скупљањем спречавају ишчашења).
У случају да се деси у току вађења зуба, ишчашење је искључиво према напред. Код једностраног ишчашења, доња вилица је померена ка здравој страни, а при обостраном ишчашењу према напред. У том случају зуби више нису у међусобном контакту, присутан је јак бол и болесник отежано гута и (неразумљиво говори).
Ишчашења доње вилице захтева ургентно[Терапија|Лечење]], које се састоји у што бржем враћању зглобног наставка. Уколико се то не уради одмах, јавља се грч мишића који је толико снажан да се касније намештање не може извршити без тоталне анестезије. После намештања у правилан положај, доња вилица се фиксира повеском (у виду тзв. „праћке“ за браду), у трајању од неколико дана.

### Ишчашење као последица повреде
Најчешће у спорту (бокс), пада на главу у саобраћајним удесима, итд.
- Примери ишчашење као последица повреде
- Ишчашење злоба прста након пада са бицикле
- Траумом изазвано ишчашење коленог зглоба
- Трауматско ишчашен зглоб прста на рендген снимку

## Клиничка слика
Клиничку слику карактеришу следећи знаци и симптоми:
- бол, који ако је изузетно јак може да доведе до привременог губитка свести. Хроничне сублуксације могу настати и без великих болова због лабавости потпорних зглобних структура.
- оток зглоба,
- деформација зглоба,
- промена боје коже изнад зглоба а код отвореног ишчашење и крварење из отворене ране,
- палпацијом се пипају зглобни крајеви костију
- активни покрети у зглобу нису могући, а пасивни су болни и ограничени.
- код покушаја покретања, јавља се еластични отпор у зглобу због стезања мишића (симптом пера)

Остали симптоми зависе од степена оштећења околних ткива и општих реакција организма на повреду.

## Дијагноза
Дијагноза ишчашења зглоба поставља се на основу:
- анамнезе,
- клиничке слике,
- објективног прегледа,
- рендгенографије, на којој се види дислокација костију и веома често, оштећење коштаног ткива у виду коштане инфракције на месту припоја повређеног лигамента и прелома. У дечјем узрасту увек треба снимити и други исти зглоб због могућег конгениталног ишчашења.

- Рендгенографија ја најпоузданија метода у дијагностици ишчашења зглоба
- Нормални рамени зглоб
- Рамени зглоб након ишчашења
- Ишчашен зглоб на рендген снимку

## Терапија

##### Прва помоћ
- Непосредно након ишчашења, на повређени зглоб одмах ставити пластичну кесу са ледом, умотану у платнено или пешкир како би се смањио бол, крварење у зглобу и оток (едем).
- Повређен зглоб треба ставити у стање мировања (имобилизација) и никако не померати јер могу настати већа оштећења на костима, меким ткивима крвним судовима и живцима.
- Након постављања транспортне имобилизације на зглоб платненом повеском и другим импровизованим средствима (удлагама), болесника у најудобнијем положају треба хитно превести у најближу медицинску установу.
- Нестручне особе не смеју покушавати намештање зглоба.
- Према потреби болеснику се дају средства против болова (аналгетици)

##### Медицинска помоћ
- У општој или локалној анестезији и кад су мишићи опуштени лекар приступа намештању зглоба. То треба урадити што пре, јер након неколико сати од ишчашења настаје већи крвни подлив и грчење мишића па је репозиција у таквим условима знатно сложенија и тежа. Како након неколико дана настаје запаљење у оштећеном ткиву, то још више отежава намештање зглоба.
- Након намештања потребно је направити контролни рендгенски снимак зглоба како би се констатовала успешност намештања.
- Зглоб се након намештања у физиолошком положају учвршћује применом гипсаног завоја, завоја од фибергласа или ортозом. Имобилизација се скида након 1-2 недеље у зависности од стања зглоба.
- Након скидања имобилизације приступа се спровођењу физикалне терапије (хидрокинезитерапија, ултразвук, електрофореза (комбинована сааналгетицима и кортикостереоидима), интерферентне струје, ласер, магнетотерапија, кинезитерапија. Рехабилитација има посебан значај после оперативног лечења ишчашења јер има за циљ да повређеном зглобу поврати снагу и обим покрета и функцију. Дужина рехабилитације зависи од степена повреде и врсте операције и може да траје од једне недеље до неколико месеци.
- Отворена ишчашења, хабитуалне луксације, а често и луксацијски преломи захтевају хируршки захват.

Од момента повреде и намештања зглоба лечење у просеку траје од 3-6 недеља како би лигаменти и зглобна капсула потпуно зарасли.

## Компликације
- Прелом костију, је једна од најчешћих компликација ишчашења
- Ишчашење пршљенова кичменог стуба може због дислокације тела пршљена изазвати компресију и оштећење кичмене мождине што понекад изазва парализу дела тела испод нивоа повреде.
- Ишчашење зглоба рамена или кука може због компресије дислоцираних делова костију и истезања околних структура изазвати оштећење главних живаца у погођеној руци или нози, што може изазвати парализу у том уду.
- Појава артрозе је једна од могућих компликација, поготово код хроничних ишчашења.

## Превенција
- У току бројних радних и спортских активности, које дејством механичке силе могу изазвати дислокацију глежња и других зглобова доњих удова, употребљавати одговарајућу наменску заштитну обућу, фиксационе завоје, самолепљиве траке за фиксацију, специјалне потпорне чарапе, растегљиве навлаке за зглоб или ортозе итд.
- При свакој куповини извршити правилан избор врсте и величине обуће у зависности од природе посла и спортских активности.
- Избегавати употребу ципела са високим петама, поготову у време интензивних активности, дужег ходања и код особа које су склоне уганућу зглоба (особе са старим повредама глежња).
- Пре сваке спортске или друге физичке активности спровести правилан програм загревања, истезања мишића и зглобова.
- Избегавати спортске и активности за које особа није добро обучена или увежбана.
- Сталним физичким вежбањем одржавање мишиће јакима што спречава ишчашење јер поправља стабилност зглобова.
- Дуготрајним и правилним лечењем и рехабилитацијом након ишчашења може се спречити понављање ишчашења.
- Са пуном активношћу након повреде зглоба не треба започети пре него што прође одређено време.

## Галерија
- Ишчашење левог кажипрста
- Рендген снимак ишчашења десног малог прста
- Рендген снимак ишчашења левог кажипрста
- Повредом изазвано ишчашење скочног зглоба са дислокацијом тибије и преломом фибуле.